# سوربو سيربيكو
سوربو سيربيكو، (بالإنجليزية: Sorbo Serpico)‏، هي بلدة و(بلدية) في مقاطعة أفيلينو، كامبانيا، جنوب إيطاليا. هناك ثلاث قرى تحمل اسم سوربو هي: سوربو أوكانانو في جزيرة كورسيكا، وسوربو سيربيكو في منطقة كامبانيا، وسوربو سان باسيلي في منطقة كالابريا.

## السكان
في سنة 1861 بلغ عدد السكان 765 نسمة، وتطور العدد ليصل في سنة 2011 لـ 594 نسمة.
يظهر هذا المخطط البياني تطور النمو السكاني لـ سوربو سيربيكو